# 十文字町睦合
十文字町睦合（じゅうもんじまちむつあい）は、秋田県横手市の大字。郵便番号は019-0514。人口は1,146人、世帯数は360世帯（2020年10月1日現在）。

## 地理
十文字地域の西部、横手市の南端に位置する。東で十文字町植田、西で雄物川町西野、南で湯沢市（大字角間向川）・雄勝郡羽後町、北で十文字町谷地新田と隣接する。主要地方道である秋田県道57号十文字羽後鳥海線が横断する。東の奥羽山脈から流れてきた皆瀬川が市境付近で雄物川に合流し、南から北へと流れる。

### 河川
- 皆瀬川
- 雄物川

### 小字
- 字朝日野（あさひの）
- 字起臥（おきふす）
- 字蒲沼（かばぬま）
- 字上悪戸（かみあくと）
- 字上川原田（かみがわらた）
- 字上砂出（かみすないで）
- 字上福島（かみふくしま）
- 字上谷地（かみやち）
- 字川井川（かわいかわ）
- 字川前（かわまえ）
- 字九右ェ門川原（くえもんがわら）
- 字砂虱川原（けだにがわら）
- 字源田（げんだ）
- 字駒引（こまひき）
- 字左馬川原（さまがわら）
- 字左馬境（さまざかい）
- 字左馬（さま）
- 字下谷地（したやち）
- 字下川原田（しもがわらた）
- 字下砂出（しもすないで）
- 字下福島川原（しもふくしまがわら）
- 字宿屋布（しゅくやしき）

- 字宿（しゅく）
- 字四郎（しろう）
- 字砂出川原（すないでかわら）
- 字大明神（だいみょうじん）
- 字館前（たてまえ）
- 字太郎四郎（たろうしろう）
- 字寺田（てらだ）
- 字中野（なかの）
- 字中福島川原（なかふくしまがわら）
- 字中福島（なかふくしま）
- 字中谷地（なかやち）
- 字八幡前（はちまんまえ）
- 字深谷地（ふかやち）
- 字別明上川原（べつみょうかみがわら）
- 字別明下川原（べつみょうしたがわら）
- 字本城（ほんじょう）
- 字真木（まぎ）
- 字真角（まっかく）
- 字明神前（みょうじんまえ）
- 字谷地境（やちざかい）
- 字谷地田（やちた）
- 字乱場（らんば）

## 世帯数と人口
2020年（令和2年）10月1日現在の世帯数と人口は以下の通りである。
| 丁目         | 世帯数  | 人口    |
| ------------ | ------- | ------- |
| 十文字町睦合 | 360世帯 | 1,146人 |

### 人口の推移
以下は国勢調査による1995年（平成7年）以降の人口の推移。
| 年                 | 人口  |
| ------------------ | ----- |
| 1995年（平成7年）  | 1,782 |
| 2000年（平成12年） | 1,695 |
| 2005年（平成17年） | 1,528 |
| 2010年（平成22年） | 1,404 |
| 2015年（平成27年） | 1,307 |
| 2020年（令和2年）  | 1,146 |

## 小・中学校の学区
市立小・中学校に通う場合、学区（校区）は以下の通りとなる。
| 番地 | 小学校               | 中学校               |
| ---- | -------------------- | -------------------- |
| 全域 | 横手市立十文字小学校 | 横手市立十文字中学校 |

## 交通

### 鉄道
町内に駅はない。最寄り駅は十文字町大道東にあるJR東日本・奥羽本線の十文字駅。

### 道路
- 秋田県道57号十文字羽後鳥海線（主要地方道）

## 施設
- 今泉浄化センター[10]
- 睦合簡易郵便局

### 閉鎖した施設
- 十文字農家高齢者創作館（2021年11月30日閉館[11]）
- 横手市立睦合小学校（2021年3月31日閉校）